# Кузняк Микола Григорович
Мико́ла Григо́рович Кузня́к (нар. 8 вересня 1895, с. Добрівляни, нині Чортківського району Тернопільської області) — 3 листопада 1937, урочище Сандармох у Карелії) — український педагог.
Жертва сталінського терору.

## Життєпис
Народився в селянській родині, українець. Навчався у Львівському й Віденському університетах (1913—1917), служив офіцером в УГА. Від 1919 р. — в таборі для інтернованих вояків у Чехо-Словаччині. Після звільнення переїхав до Австрії (1923), потім до УСРР (1925), був членом Компартії Австрії, КП(б)У (1925—1933). Викладав у навчальних закладах у Києві, згодом працював науковим співробітником і директором бібліотеки Українського інституту марксизму-ленінізму (Харків). Директор і професор Інституту педагогічної освіти в м. Маріуполі (нині Донецької області).
Заарештований 29 січня 1933 року, звинувачений у приналежності до УВО. Судова трійка при Колегії ГПУ УСРР 23 вересня 1933 р. ухвалила вирок — 5 років виправно-трудових таборів.
Відбував покарання в Казахстані (Карлаг) та на Соловках (табірний пункт Кремль). Постановою окремої трійки Управління НКВД СРСР по Ленінградській області від 9 жовтня 1937 року дістав найвищу кару (розстріл). Вивезений з островів з великим етапом в'язнів Соловецької тюрми і страчений 3 листопада 1937 р. в урочищі Сандармох, що лежить поблизу Повенецької затоки Онезького озера, більш як за 15 км від робітничого селища Медвежа Гора (нині Медвеж'єгорськ, Республіка Карелія, РФ).
Реабілітований прокуратурою Архангельської області РРФСР 17 липня 1989 р. і прокуратурою Донецької області 15 грудня 1989 р.